# The Raw & The Cooked
The Raw & the Cooked es el segundo y último álbum de estudio de la banda británica de rock Fine Young Cannibals. Publicado en 1989, el título del disco fue tomado del libro del mismo nombre ("Le Cru et le Cuit" en francés) del antropólogo Claude Lévi-Strauss. 
Cuatro canciones del álbum aparecieron primero en bandas de sonido de películas a mediados de los años 80. Tres de ellas eran temas soul incluidos en el filme Tin Men. La banda ya había grabado más de la mitad del álbum cuando David Z llegó para producir el resto. Su trabajo con la banda, que resultó en material de dance-rock, incluyó mucha experimentación en el estudio.
El álbum es considerado muy ecléctico, tomando influencias de diversos géneros como el soul de Motown, el rock, el funk, el beat británico y el pop. Publicado en 1989, The Raw & the Cooked fue un gran éxito comercial, vendiendo más de tres millones de copias sólo en los Estados Unidos. 
Numerosos sencillos fueron extraídos del álbum, incluyendo dos que alcanzaron el número uno en los Estados Unidos: «She Drives Me Crazy» y «Good Thing». Este disco fue también aclamado por la crítica y Jo-Ann Greene de AllMusic lo calificó como una obra maestra y uno de los álbumes más emocionantes de los años 80.
En 1990 se publicó una versión con remezclas del álbum, bajo el título de The Raw & the Remix.

## Listado de canciones
| N.º | Título                                                | Escritor(es)                          | Duración |  |
| 1.  | «She Drives Me Crazy»                                 | Roland Gift / David Steele            | 3:36     |  |
| 2.  | «Good Thing»                                          | Roland Gift / David Steele            | 3:22     |  |
| 3.  | «I'm Not the Man I Used to Be»                        | Roland Gift / David Steele            | 4:19     |  |
| 4.  | «I'm Not Satisfied»                                   | Roland Gift / David Steele            | 3:51     |  |
| 5.  | «Tell Me What»                                        | Roland Gift / David Steele            | 2:47     |  |
| 6.  | «Don't Look Back»                                     | Roland Gift / David Steele            | 3:40     |  |
| 7.  | «It's OK (It's Alright)»                              | Andy Cox / Roland Gift / David Steele | 3:32     |  |
| 8.  | «Don't Let It Get You Down»                           | Roland Gift / David Steele            | 3:23     |  |
| 9.  | «As Hard as It Is»                                    | Roland Gift / David Steele            | 3:14     |  |
| 10. | «Ever Fallen in Love (With Someone You Shouldn't've)» | Pete Shelley                          | 3:54     |  |

## Músicos

### Fine Young Cannibals
- Roland Gift – voz principal y coros
- Andy Cox – guitarras eléctricas
- David Steele – bajo, órgano, piano, sintetizadores, samplers y caja de ritmos

### Músicos adicionales
- Graeme Hamilton - trompeta en "Don't Let It Get You Down" y "As Hard As It Is"
- Jools Holland – piano en "Good Thing"
- Martin Parry – batería on "Tell Me What"
- Jimmy Helms, George Chandler & Jimmy Chambers – coros en "Good Thing", "Tell Me What" & "It's OK (It's Alright)"
- Simon Fowler - coros en "Don't Look Back"
- Gavin Wright - violín en "As Hard As It Is"
- Jenny Jones - batería y coros en " As Hard As It Is"
- Brigette Enver - saxofón en "As Hard As It Is Is"

## Sencillos
- «She Drives Me Crazy» (editado el 1 de enero de 1989)
- «Good Thing» (editado el 14 de abril de 1989)
- «Don't Look Back» (editado el 25 de agosto de 1989)
- «I'm Not the Man I Used to Be» (editado en noviembre de 1989)
- «I'm Not Satisfied» (editado el 8 de febrero de 1990)